# Elden Henson
Elden Henson, född 30 augusti 1977 i Rockville, Maryland, är en amerikansk skådespelare. 
Henson är mest känd för sin roll som Fulton Reed i Mighty Ducks-trilogin där Emilio Estevez spelade ishockeytränaren Gordon Bombay.

## Filmografi (urval)
- 1984–1985 – As the World Turns (TV-serie)
- 1986 – Fame (TV-serie)
- 1987 – Highway to Heaven (TV-serie)
- 1987 – Hajen 4
- 1989 – Turner & Hooch
- 1992 – Mästarna
- 1994 – D2: The Mighty Ducks
- 1996 – D3 The Mighty Ducks
- 1996 – Foxfire
- 1998 – The Mighty
- 1999 – She's All That
- 1999 – Idle Hands
- 2000 – Cast Away
- 2001 – Manic
- 2003 – Dum och ännu dummare: När Harry mötte Lloyd
- 2003 – The Battle of Shaker Heights
- 2003 – Under Toscanas sol
- 2004 – Law & Order: Special Victims Unit (TV-serie)
- 2004 – The Butterfly Effect
- 2005 – Lords of Dogtown
- 2006 – Déjà vu
- 2007 – Cityakuten (TV-serie)
- 2007 – Private Practice (TV-serie)
- 2009 – Psych (TV-serie)
- 2009 – Grey's Anatomy (TV-serie)
- 2013 – Jobs
- 2014 – Intelligence (TV-serie)
- 2014 – The Hunger Games: Mockingjay – Part 1
- 2015 – The Hunger Games: Mockingjay – Part 2
- 2015 – Daredevil (TV-serie)
- 2017 – The Defenders (TV-serie)
- 2018 – Jessica Jones (TV-serie)
- 2018 – Luke Cage (TV-serie)
- 2021 – The Mighty Ducks: Game Changers (TV-serie)
- 2023 – Killers of the Flower Moon
- 2025 – Daredevil: Born Again (TV-serie)